# Александер Райзінґер
Александер Райзінгер (1816-1887) — професор математики, який був директором Львівської політехніки, на той час Технічної академії у 1851—1871 роках.

## Біографія
У 1844—1847 роках професор математики Львівської політехніки. Викладав мінералогію.
До 1856 року — також очолював Реальну школу.
В 1849—1851 роках тимчасово виконував обов'язки директора Політехніки, на той час Технічної академії.
Керував відбудовою зруйнованого в 1848 році приміщення Політехніки на вул. Вірменській.
Був одним із співзасновників Технічного товариства, яке передувало Політехнічному товариству.
Цікавився технологією фотографії та її удосконаленням.